# Masakr u Gornjem Obrinju
Masakr u Gornjem Obrinju (алб. Masakra në Abri të Epërme) je ubistvo 21 člana porodice Deljijaj, oba pola i svih uzrasta, koje su prema izveštajima počinile srpske snage bezbednosti, krajem septembra 1998. u selu Gornje Obrinje na Kosovu.
Tokom septembra na imanju porodice Deljijaj (алб. Delijaj) u Gornjem Obrinju su se vodile borbe između MUP Srbije i OVK-a, u kojima je poginulo najmanje petnaest policajaca. U subotu popodne 26. septembra specijalne snage srpske policije su ovaj gubitak "osvetile" ubistvom čitave porodice Deljijaj. Većina žrtava je ubijena u obližnjoj šumi, gde su se sklonile od granatiranja. Među ubijenima je bilo šest žena između dvadeset pet i šezdeset dve godine. Među žrtvama je bilo petoro dece, između osamnaest meseci i devet godina. Od trojice muškaraca ubijenih u šumi, dvojica su imala preko šezdeset godina. Sve žrtve su bile civili. Većina ih je ubijena iz blizine, metkom u glavu, a neka tela su bila masakrirana. Osim 14 osoba ubijenih u šumi, srpska policija je na porodičnom imanju i okolini ubila 7 ostalih članova porodice Deljijaj. Devedesetčetvorogodišnji Fazli Deljijaj, glava porodice i invalid, je izgoreo u spaljenom domu.
Četiri deteta su spašena od strane barem jednog srpskog policajca i dovedeni u Hisenaj, oko dva kilometra od mesta zločina.
Strani posmatrači su 27. septembra pronašli tela 21 žrtve pokolja u Gornjem Obrinju. U sledećih nekoliko nedelja nađena su raspadnuta tela dve devojčice, Antigone i Mihane Deljijaj, u široj okolini mesta gde se dogodio masakr. Ovaj zločin je ostao upamćen po naročitoj svireposti i našao se u žiži medijske pažnje na Zapadu.

## Spoljašnje veze
- Massacres by Serbian Forces in 3 Kosovo Villages (NY Times)
- Eighteen Civilians Massacred in Kosovo Forest (Human Right Watch)
- Fotografije pokolja (sadrže uznemirujuće prizore)